# Edel-Gamander
Der Edel-Gamander, Echte Gamander oder auch das Schafkraut (Teucrium chamaedrys) ist ein Lippenblütler (Lamiaceae) aus der Gattung der Gamander (Teucrium).

## Beschreibung
Der Edel-Gamander ist ein Halbstrauch mit Ausläufern. Der Stängel ist 10 bis 30 (bis 35) cm hoch, aufsteigend, im unteren Teil verholzt, unten verzweigt, ringsum oder auf den gegenüberliegenden Seiten kurz anliegend und lang abstehend behaart. Die Blätter sind kurz gestielt oder fast sitzend, oval, meist mit keilförmig verschmälertem Blattgrund, auf jeder Blattseite mit vier bis acht stumpfen oder spitzen Zähnen, meist beiderseits behaart. Sie sind (1 bis) 2 bis 3 (bis 4,5) Zentimeter lang und (0,5 bis) 1 bis 1,5 (bis 2) Zentimeter breit.

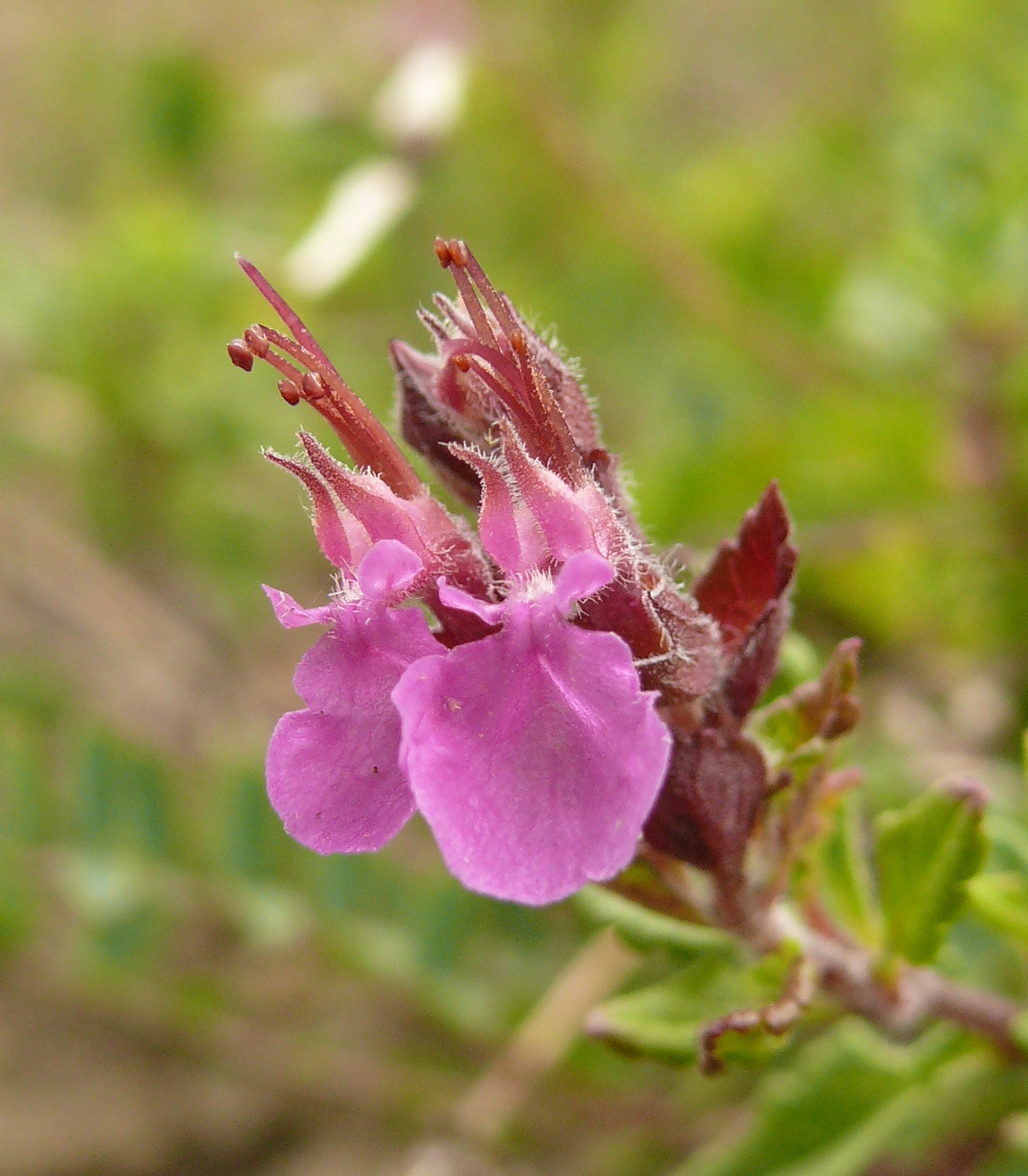
Einzelblüten

Die Blüten sind ca. 3 mm lang gestielt, zu einem bis sechs in den Achseln der oberen Blätter und stehen einseitswendig. Der Kelch ist 6 bis 8 mm lang, er ist röhrig-glockig und mehr oder weniger regelmäßig fünfzähnig, behaart und oft rotviolett überlaufen. Er ist zur Fruchtzeit aufwärts gekrümmt. Die Blütenkrone ist 1 bis 1,5 cm lang, rosa (selten weiß). Die Unterlippe ist außen flaumig bis zottig behaart. Ihr Mittellappen ist meist rundlich, wellig und mehr oder weniger herabgeschlagen. Die Seitenlappen sind spitz und aufgerichtet. Staubblätter und Griffel sind weit vorragend. Die Teilfrüchte haben eine feinadrige Oberfläche und sind ca. 1,5 bis 2 mm lang. Die Pflanze riecht angenehm aromatisch.
Die Chromosomenzahl beträgt 2n = 60, 64 oder 96.

## Vorkommen
Der Edel-Gamander kommt von Europa bis zum Iran und in Nordwestafrika vor. Er wächst zerstreut und meist gesellig in sonnigen Kalkmagerrasen sowie in lichten Eichen- und Kiefernwäldern. Er ist in Mitteleuropa eine Art der Ordnung Brometalia, kommt aber auch in Gesellschaften der Verbände Geranion sanguinei, Erico-Pinion oder der Ordnung Quercetalia pubescentis vor. Er liebt basenreichen, extrem stickstoffarmen Boden und ist ein Trockenheitszeiger sowie eine Wärme liebende Lichtpflanze. In Süddeutschland ist er stärker vertreten. Er steigt im Kanton Wallis bei Fully bis 1730 Meter und in Graubünden bei Obervaz bis 1820 Meter Meereshöhe auf.
Die ökologischen Zeigerwerte nach Landolt et al. 2010 sind in der Schweiz: Feuchtezahl F = 1+w (trocken aber mäßig wechselnd), Lichtzahl L = 3 (halbschattig), Reaktionszahl R = 4 (neutral bis basisch), Temperaturzahl T = 4+ (warm-kollin), Nährstoffzahl N = 2 (nährstoffarm), Kontinentalitätszahl K = 4 (subkontinental).

## Ökologie
Der Edel-Gamander ist ein nur am Grunde verholzter, kriechender Halbstrauch. Er ist an Trockenheit angepasst und wurzelt bis 1,2 m tief, seine Blätter sind derb und wintergrün und sein Stängel ist zottig behaart. Die Pflanze ist reich an Transpirations-hemmenden ätherischen Ölen.
Die Blüten sind vormännliche „Eigentliche Lippenblumen“ und stehen in vier- bis sechsblütigen Scheinquirlen in den Achseln der oberen Blätter. Die Blütenkrone ist kurz und hat keinen Haarring; sie ist hellrot mit kurzer zweispaltiger Oberlippe, die mit der Unterlippe verbunden ist, so dass diese scheinbar fünfspaltig ist. Die Blüten sind schwach wohlriechend. Die Staubblätter sind anfangs nach vorn, später – wenn der Griffel nach vorn weist – nach oben gerichtet. Der Pollen ist rosarot. Die Art ist ein Nektarspender von besonderem Wert. Bestäuber sind Hummeln, Bienen und Schwebfliegen. Spontane Selbstbestäubung ist nur wenig erfolgreich. Blütezeit: Juli bis September.
Die Klausen-Früchte sind zur Reife vom aufgeblasenen Kelch umgeben, der als Windgang dient. Die Pflanze ist ein Windstreuer, eventuell auch ein Tierstreuer.
Vegetative Vermehrung erfolgt durch lange Ausläufer, die nach der Blüte gebildet werden. Der Wurzelstock treibt alljährlich zwei Generationen beblätterter Stängel, von denen nur die zweite Generation zur Blüte gelangt.

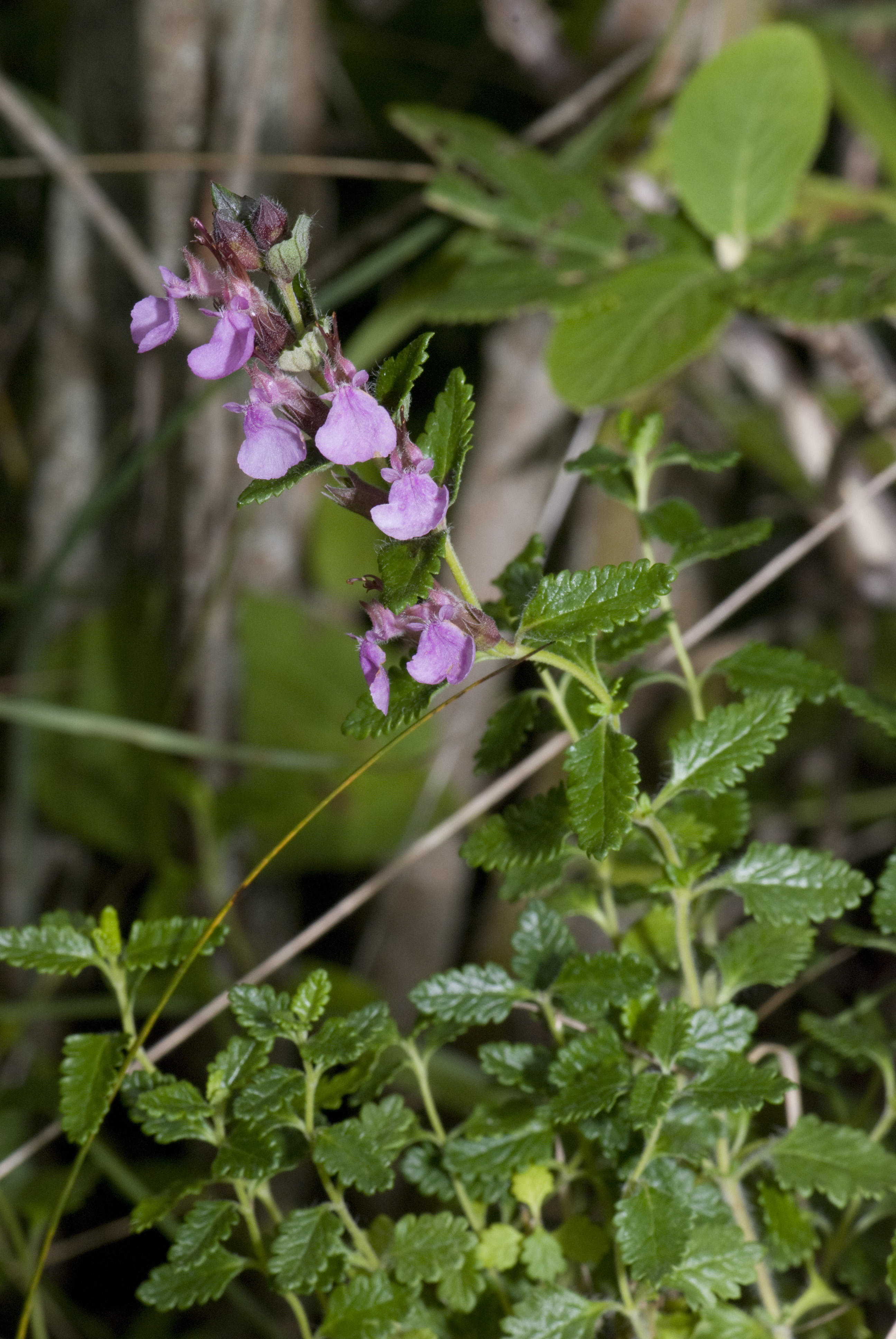
Schmalblättriger Edel-Gamander (Teucrium chamaedrys subsp. germanicum)

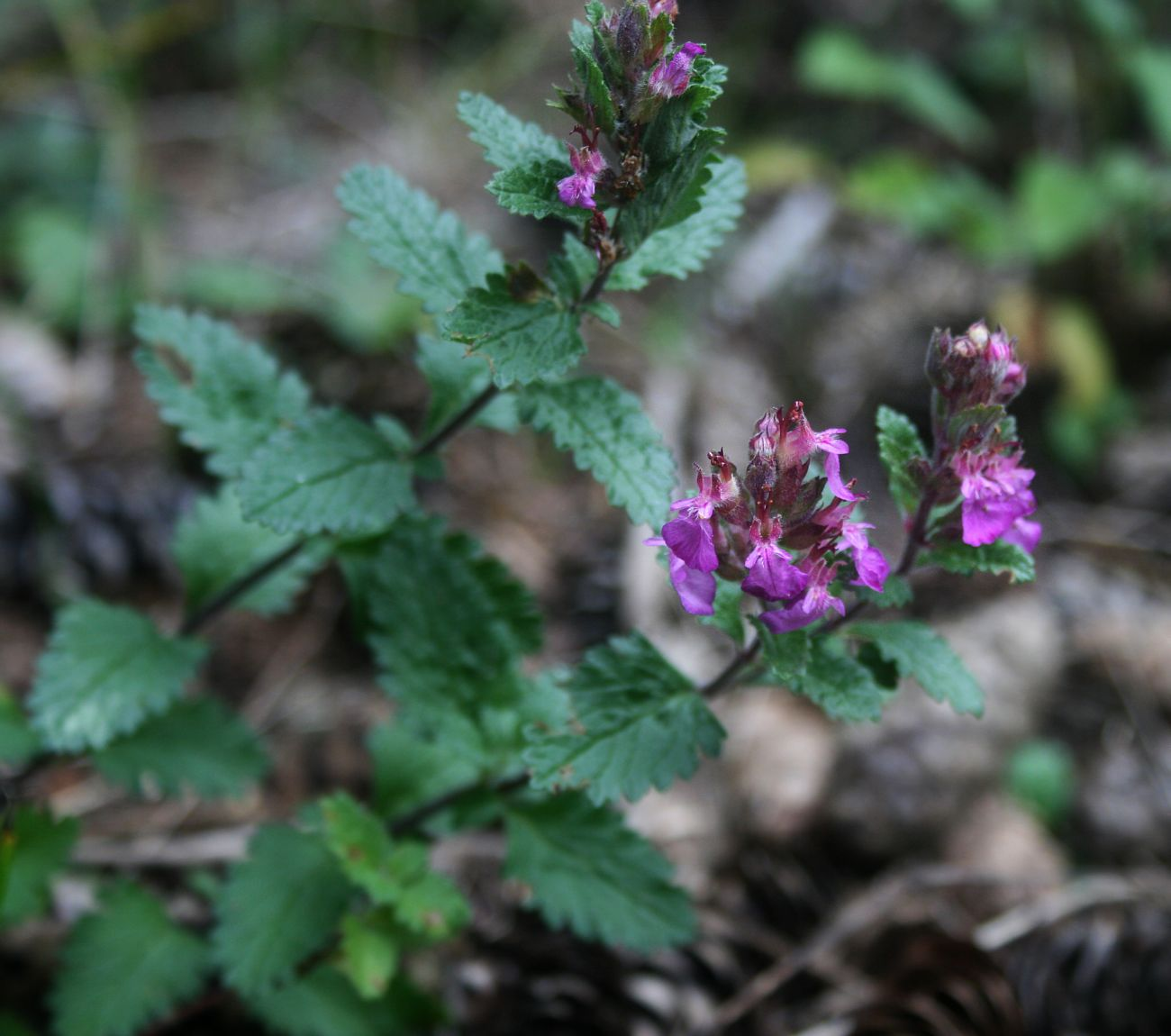
Teucrium chamaedrys subsp. nuchense

## Systematik
Folgende Unterarten oder Varietäten können unterschieden werden:
- Teucrium chamaedrys subsp. albarracinii (Pau) Rech.f.: Sie kommt in Spanien und Frankreich vor.[5]
- Teucrium chamaedrys subsp. algeriense Rech.f.: Sie kommt in Algerien vor.[5]
- Breitblättriger Edel-Gamander (Teucrium chamaedrys ssp. chamaedrys): Er kommt von Europa bis zum Iran vor.[5]
- Schmalblättrigen Edel-Gamander (Teucrium chamaedrys ssp. germanicum (F.Herm.) Rech.f.): Er kommt in Mitteleuropa vor.[5]
- Teucrium chamaedrys subsp. gracile (Batt.) Rech.f.: Sie kommt in Algerien und in Marokko vor.[5]
- Teucrium chamaedrys subsp. lydium O.Schwarz: Sie kommt in Griechenland und in der Türkei vor.[5]
- Teucrium chamaedrys var. multinodum Bordz.: Sie kommt im westlichen Transkaukasien vor.[5]
- Teucrium chamaedrys subsp. nuchense (K.Koch) Rech.f.: Sie kommt im Kaukasus vor.[5]
- Teucrium chamaedrys subsp. olympicum Rech.f.: Sie kommt in Griechenland vor.[5]
- Teucrium chamaedrys subsp. pectinatum Rech.f.: Sie kommt in Frankreich und in Italien vor.[5]
- Teucrium chamaedrys subsp. pinnatifidum (Sennen) Rech.f. (Syn.: Teucrium pinnatifidum Sennen): Sie kommt in Spanien, auf den Balearen, in Südfrankreich und früher auch in Korsika vor.[5]
- Teucrium chamaedrys subsp. sinuatum (Celak.) Rech.f. (Syn.: Teucrium sinuatum Celak.): Sie kommt in der östlichen Türkei, im Irak und im nördlichen Iran vor.[5]
- Teucrium chamaedrys subsp. syspirense (K.Koch) Rech.f. (Syn.: Teucrium syspirense K.Koch): Sie kommt von der Türkei bis zum nördlichen Iran und auf der Krim vor.[5]
- Teucrium chamaedrys subsp. tauricola Rech.f.:  Sie kommt von der südwestlichen und südlichen Türkei bis Syrien vor.[5]
- Teucrium chamaedrys subsp. trapezunticum Rech.f.: Sie kommt von der nordöstlichen Türkei bis zum westlichen Transkaukasien vor.[5]

## Etymologie
Das Wort „Gamander“ als Pflanzenname für Teucrium chamaedrys stammt wegen der eichenähnlichen Blätter des im Mittelalter unter anderem auch quercula minor und quercus terr[a]e und in der frühen Neuzeit auch chamaedrys (lateinisch auch genitivisch chamaedreos und camedreos) genannten Gamanderstrauchs von altgriechisch chamaídrys („Bodeneiche, niedrige Eiche“). Angelehnt an ándres („Männer“) entstanden (vermutlich über chamándrys) mittellateinische Formen wie chamandros (vgl. auch neugriechisch chamandryá für Teucrium lucidum, „Gamanderstrauch“), woraus sich im Lateinischen gamandria oder gamandrea und im Mittelhochdeutschen gamandrē und gamander entwickelten.

## Verwendung
Der Edel-Gamander wurde ehemals bei Wechselfieber und Gicht verwendet.
Nach der Einnahme der Droge als Tee zur Gewichtsreduktion wurden inzwischen Leberschäden bekannt, so dass man von der Verwendung von Edel-Gamander als Heilpflanze heute abrät. Furano-neo-Clerodane werden für die Giftwirkung verantwortlich gemacht.